# Tilton (Illinois)
Pour les articles homonymes, voir Tilton.
Tilton est un village situé au sud-est de la partie centrale du comté de Vermilion dans l'Illinois, aux États-Unis,. Le village est fondé en 1854 et incorporé le 5 septembre 1884. Le village est nommé à la mémoire de Charles Tilton, un ami d'Abraham Lincoln.

## Démographie
Lors du recensement de 2010, le village comptait une population de 2 724 habitants. Elle est estimée, en 2016, à 2 584 habitants.

### Source de la traduction
- (en) Cet article est partiellement ou en totalité issu de l’article de Wikipédia en anglais intitulé « Tilton, Illinois » (voir la liste des auteurs).